# 李懐仙
李 懐仙（り かいせん、? - 768年）は、中国唐の節度使。河朔三鎮の一つであった盧龍軍を率いた。柳城（現在の遼寧省朝陽市朝陽県一帯）の胡人。

## 略歴
代々契丹に仕えて営州を守っていたという。騎射が得意で智謀に優れ、機敏であったとも言われている。李の姓は皇帝粛宗から唐室の姓を与えられたものである。
安史の乱の際には安禄山の裨将軍となり、河洛を陥れている。その後、安慶緒・史思明・史朝義に仕え、「燕京留守范陽尹」を授けられている。
代宗の宝応元年（762年）、史朝義軍が唐の官軍に降服すると、翌年李懐仙は史朝義を斬首して唐に帰順する。この時、当時私党をたてようとしていた僕固懐恩によって推挙され、「幽州大都督府長史・検校侍中・幽州盧龍等軍節度使」を授けられたが、朝命に服することなく薛嵩・田承嗣・李宝臣らとともに河朔の地を分割統治した。僕固懐恩の謀叛により、西蕃の入寇があった際には朝廷の事故が多くなり、懐仙はこれに乗じてほかの3将とともに散亡を招集し、城邑甲兵をおさめ、部下数万人を擁立し、文武将史を思いのままにして署置（人を官職におくこと）し、貢賦を私物化し、朝廷の藩臣を称しつつ、実際は独立し、幽州・涿州・営州・平州・薊州・檀州・嬀州などの諸州を領有した。
しかし、大暦3年（768年）、その麾下にある兵馬使の朱希彩や朱泚・朱滔によって家族もろともみな殺しにされた。

## 伝記史料
- 『旧唐書』巻143 列伝第九十三 李懐仙
- 『新唐書』巻212 列伝第一百三十七 李懐仙